# Parlamentswahl in Montenegro 2002
- SNP: 30
- Minderheit.: 2
- DPS: 39
- LSCG: 4

Die Parlamentswahl in Montenegro 2002 fand am 20. Oktober 2002 statt.
Bei dieser Wahl erhielt der von der DPS angeführte Block, der sich für die Unabhängigkeit von Jugoslawien einsetzte, 48 % der Stimmen und 39 der 75 Parlamentssitze, eine absolute Mehrheit.
Der von der SNP angeführte pro-serbische Block erhielt 38,43 % der Stimmen.

## Hintergrund
Bei der Wahl 2001 erreichte weder das von SNP angeführte Bündnis noch das von DPS angeführte Bündnis eine absolute Mehrheit der Parlamentssitze. Die DPS bildete eine von der LSCG gestützte Minderheitsregierung mit der Bedingung, dass innerhalb eines Jahres ein Unabhängigkeitsreferendum durchgeführt wird. Weil dieses Referendum nicht stattfand (das Unabhängigkeitsreferendum fand erst am 21. Mai 2006 statt) wurde eine Neuwahl fällig.

## Ergebnis
- Koalicija Evropska Crna Gora (DPS und andere) – 39 Sitze
- Zajedno za Promjene (SNP, SNS und NS) – 30 Sitze
- Liberalni savez Crne Gore – 4 Sitze
- Albaner zusammen – 2 Sitze